# Josip Drmić
Josip Drmić (* 8. August 1992 in Bäch SZ/Freienbach) ist ein Schweizer Fussballspieler. Der Stürmer, der auch die kroatische Staatsbürgerschaft besitzt, spielte für die Schweizer Nationalmannschaft und stand zuletzt beim kroatischen Rekordmeister Dinamo Zagreb unter Vertrag.

## Karriere

### Vereine
Josip Drmić, der ursprünglich aus Vitez in Bosnien und Herzegowina ist und sowohl den kroatischen als auch den Schweizer Pass besitzt, fing als F-Junior beim FC Freienbach mit dem Fussballspielen an. 2001 wechselte er vom FC Rapperswil-Jona in die Jugendabteilung des FC Zürich. Am 6. Februar 2010 gab Drmić unter dem damaligen Trainer Bernard Challandes sein Debüt in der Super League. Im Spiel gegen Neuchâtel Xamax wurde er in der 87. Minute für Xavier Margairaz eingewechselt. Während seiner Zeit beim FC Zürich erzielte er 25 Tore in 74 Pflichtspielen, darunter sieben Tore im Schweizer Cup.
Am 5. Juli 2013 unterschrieb Drmić beim Bundesligisten 1. FC Nürnberg einen bis 2017 gültigen Vertrag. Sein Bundesligadebüt gab er am ersten Spieltag der Saison 2013/14 im Spiel gegen die TSG 1899 Hoffenheim, nachdem er in der Halbzeit für Róbert Mak eingewechselt worden war. Sein erstes Tor erzielte er am folgenden Spieltag zum 1:0 gegen Hertha BSC; das Spiel endete 2:2. Anfang 2014 war er an den ersten drei Saisonsiegen des 1. FC Nürnberg mit insgesamt fünf Toren beteiligt. Trotz 17 Treffern von Drmić stieg die Mannschaft in die 2. Bundesliga ab.
Nach dem Abstieg unterschrieb Drmić zur Saison 2014/15 einen bis zum 30. Juni 2019 befristeten Vertrag bei Bayer 04 Leverkusen. Dort konnte er sich im Sturmzentrum nicht gegen Stefan Kießling durchsetzen und absolvierte 20 seiner 25 Ligaeinsätze als Einwechselspieler; er erzielte sechs Tore. Zur Saison 2015/16 wechselte er zu Borussia Mönchengladbach. Er erhielt beim rheinischen Rivalen einen Vierjahresvertrag bis zum 30. Juni 2019. Am 25. November 2015 erzielte er beim 3:3 im Auswärtsspiel bei der TSG 1899 Hoffenheim sein erstes Tor für die Borussia.
Am 1. Februar 2016 wechselte Drmić am letzten Tag der Transferperiode auf Leihbasis bis zum Ende der Saison 2015/16 zum Hamburger SV. Sein Bundesligadebüt für die Hamburger absolvierte er am 7. Februar 2016 beim 1:1 im Heimspiel gegen den 1. FC Köln. Am 23. Spieltag erzielte er sein erstes Tor für den HSV mit dem Treffer zum 1:0 im Spiel gegen den FC Ingolstadt; das Spiel endete 1:1. Bei der 0:1-Auswärtsniederlage gegen Bayer 04 Leverkusen zog sich Drmić einen traumatischen Knorpelschaden zu, der operativ behandelt werden musste und für ihn nach sechs Einsätzen für den HSV, in denen er einen Treffer erzielte, das Saisonende bedeutete. Nach nur fünf Ligaspielen in der Bundesligasaison 2018/19 verlängerte die Borussia den auslaufenden Vertrag des Schweizers im Frühjahr 2019 nicht mehr.
Anfang der Saison 2019/20 wechselte Drmić dann weiter zu Norwich City in die englische Premier League. Mit dem Verein stieg er am Ende der Spielzeit in die zweite Liga ab, und der Stürmer wurde anschliessend nur noch zweimal in der Reservemannschaft eingesetzt. In der Winterpause 2020/21 wurde er dann für anderthalb Jahre an den kroatischen Erstligisten HNK Rijeka ausgeliehen.
Am Anfang der Saison 2022/23 wechselte Drmić dann von Norwich City ablösefrei zum
kroatischen Erstligisten Dinamo Zagreb Seit dem Auslaufen seines Vertrags am 1. Juli 2024 ist er vereinslos und hält sich beim Zweitligisten NK Opatija fit.

### Nationalmannschaft
Die U-17-Fussball-Weltmeisterschaft 2009, bei der die Schweiz ihren ersten Titel an einer Weltmeisterschaft gewann, verpasste Drmić, weil ihm die Schweizer Staatsbürgerschaft bis 2010 verweigert wurde. Er nahm mit der Olympischen Fussball-Nationalmannschaft der Schweiz unter der Leitung von Trainer Pierluigi Tami an den Olympischen Spielen 2012 in London teil. Das Team schied in der Vorrunde nach einem Unentschieden gegen Gabun (1:1) und Niederlagen gegen Südkorea (1:2) und Mexiko (0:1) aus.
Seit 2012 spielte er für die Schweizer A-Nationalmannschaft und bestritt sein erstes Spiel am 11. Oktober 2012 beim WM-Qualifikationsspiel gegen Albanien. Er wurde in der 92. Minute für Granit Xhaka eingewechselt. Am 5. März 2014 erzielte er in einem Freundschaftsspiel gegen Kroatien seine ersten beiden Tore im Trikot der Schweizer A-Nationalmannschaft. Für die Weltmeisterschaft 2014 in Brasilien wurde er ins Schweizer Kader berufen und kam in allen Gruppenspielen seiner Mannschaft sowie im Achtelfinal gegen Argentinien zum Einsatz. Bei der Weltmeisterschaft 2018 in Russland gehörte er zum Aufgebot der Schweiz. Er kam zu drei Einsätzen und erzielte dabei ein Tor. Mit der Mannschaft schied er im Achtelfinal aus.
Nach einer längeren Nationalmannschaftspause wurde Drmić im Mai 2019 als Teil des Kaders für die Endrunde der UEFA Nations League 2018/19 nominiert.